# Kate Gillou Fenwick
Kate Gillou Fenwick, född 19 februari 1887 i Paris, död 16 februari 1964 i Paris, var en fransk tennisspelare. Hon var aktiv under 1900-talets första årtionde.
Gillou Fenwick är efter Adine Masson den andra kvinnan som vunnit singeltiteln i grusturneringen Franska mästerskapen i tennis mer än en gång. Under perioden 1897–1903 vann Masson titeln fem gånger, medan Gillou Fenwick i sin tur vann titeln fyra gånger under perioden 1904–1908.
I sin första final i mästerskapen, 1903, mötte hon just Adine Masson som vann med 6–0, 6–8, 6–0. Säsongen därpå lyckades hon finalbesegra Masson och vann därmed sin första titel. Hon behöll titeln de följande två säsongerna genom finalsegrar över Y. de Pfooffel (1905, 6–0, 11–9) och Mac Veagh (1906). 
Hon vann sin sista titel i mästerskapen 1908 genom finalseger mot A. Péan. 

## Grand Slam-titlar
- Franska mästerskapen
  - Singel: 1904, 1905, 1906, 1908 (slutna mästerskap)